# The Journey: The Very Best of Donna Summer
The Journey: The Very Best of Donna Summer — сборник лучших песен американской певицы Донны Саммер, выпущенный в 2003 году на лейбле Universal Music. Специально для альбома были записаны три новые песни: «You’re So Beautiful», «Dream-A-Lot’s Theme (I Will Live for Love)» и «That’s the Way».
В Великобритании пластинка появилась в преддверии выхода специальной программы «Disco Mania», которая вспоминала лучших исполнителей диско-музыки. В рамках промокампании певица выступила на программе со своим хитом «No More Tears (Enough Is Enough)».

## Список композиций
| №   | Название                                                      | Автор(ы)                                                | Из альбома                                        | Длительность |
| --- | ------------------------------------------------------------- | ------------------------------------------------------- | ------------------------------------------------- | ------------ |
| 1.  | «Love to Love You Baby»                                       | Донна Саммер, Джорджо Мородер, Пит Белотт               | Love to Love You Baby (1975)                      | 3:22         |
| 2.  | «Could It Be Magic»                                           | Эдриенн Андерсон, Барри Манилоу                         | A Love Trilogy (1976)                             | 3:54         |
| 3.  | «I Feel Love»                                                 | Донна Саммер, Джорджо Мородер, Пит Белотт               | I Remember Yesterday (1977)                       | 3:46         |
| 4.  | «Down, Deep Inside»                                           | Донна Саммер, Джон Барри                                | The Deep Soundtrack (1977)                        | 4:25         |
| 5.  | «Love’s Unkind»                                               | Донна Саммер, Джорджо Мородер, Пит Белотт               | I Remember Yesterday (1977)                       | 4:28         |
| 6.  | «I Love You»                                                  | Донна Саммер, Джорджо Мородер, Пит Белотт               | Once Upon a Time (1977)                           | 3:18         |
| 7.  | «Last Dance»                                                  | Пол Джабара                                             | Thank God It’s Friday (1978)                      | 3:19         |
| 8.  | «MacArthur Park»                                              | Джимми Уэбб                                             | Live and More (1978)                              | 3:54         |
| 9.  | «Heaven Knows»                                                | Донна Саммер, Джорджо Мородер, Пит Белотт               | On the Radio: Greatest Hits Volumes I & II (1979) | 3:39         |
| 10. | «Rumour Has It»                                               | Донна Саммер, Джорджо Мородер, Пит Белотт               | Once Upon a Time (1977)                           | 5:04         |
| 11. | «Hot Stuff»                                                   | Пит Белотт, Харольд Фальтермайер, Кит Форси             | Bad Girls (1979)                                  | 3:50         |
| 12. | «Bad Girls»                                                   | Донна Саммер, Брюс Судано, Эдвард Хокнсон, Джо Эспозито | Bad Girls (1979)                                  | 3:57         |
| 13. | «No More Tears (Enough Is Enough)» (дуэт с Барброй Стрейзанд) | Пол Джабара, Брюс Робертс                               | On the Radio: Greatest Hits Volumes I & II (1979) | 4:48         |
| 14. | «On the Radio»                                                | Донна Саммер, Джорджо Мородер                           | On the Radio: Greatest Hits Volumes I & II (1979) | 4:05         |
| 15. | «Love Is in Control (Finger on the Trigger)»                  | Куинси Джонс, Род Темпертон, Мерриа Росс                | Donna Summer (1982)                               | 4:19         |
| 16. | «State of Independence»                                       | Джон Андерсон                                           | Donna Summer (1982)                               | 4:25         |
| 17. | «She Works Hard for the Money»                                | Донна Саммер, Майкл Омартиан                            | She Works Hard for the Money (1983)               | 4:10         |
| 18. | «Dinner with Gershwin»                                        | Бренда Расселл                                          | All Systems Go (1987)                             | 4:39         |
| 19. | «This Time I Know It’s for Real»                              | Донна Саммер, Мэтт Эйткен, Пит Уотерман, Майк Сток      | Another Place and Time (1989)                     | 3:36         |

| №  | Название                                                                    | Автор(ы)                                               | Длительность |
| -- | --------------------------------------------------------------------------- | ------------------------------------------------------ | ------------ |
| 1. | «Love to Love You Baby» (Original Album Version)                            | Донна Саммер, Джорджо Мородер, Пит Белотт              | 16:51        |
| 2. | «I Feel Love» (Patrick Cowley Mix)                                          | Донна Саммер, Джорджо Мородер, Пит Белотт              | 15:53        |
| 3. | «Hot Stuff» (12" Version)                                                   | Пит Белотт, Харольд Фальтермайер, Кит Форси            | 6:46         |
| 4. | «No More Tears (Enough Is Enough)» (дуэт с Барброй Стрейзанд) (12" Version) | Пол Джабара, Брюс Робертс                              | 11:46        |
| 5. | «On the Radio» (12" Version)                                                | Донна Саммер, Джорджо Мородер                          | 7:34         |
| 6. | «Melody of Love (Wanna Be Loved)» (Morales Classic Club Mix)                | Донна Саммер, Дэвид Коул, Роберт Кливилль, Джо Каррано | 8:04         |
| 7. | «That’s the Way»                                                            | Джорджо Мородер, Кит Форси                             | 3:45         |
| 8. | «Dream-A-Lot’s Theme (I Will Live for Love)»                                | Донна Саммер, Натан Диджизаре                          | 4:54         |

| №   | Название                                                      | Автор(ы)                                                | Из альбома                                        | Длительность |
| --- | ------------------------------------------------------------- | ------------------------------------------------------- | ------------------------------------------------- | ------------ |
| 1.  | «Love to Love You Baby»                                       | Донна Саммер, Джорджо Мородер, Пит Белотт               | Love to Love You Baby (1975)                      | 3:22         |
| 2.  | «Could It Be Magic»                                           | Эдриенн Андерсон, Барри Манилоу                         | A Love Trilogy (1976)                             | 3:54         |
| 3.  | «I Feel Love»                                                 | Донна Саммер, Джорджо Мородер, Пит Белотт               | I Remember Yesterday (1977)                       | 3:46         |
| 4.  | «I Love You»                                                  | Донна Саммер, Джорджо Мородер, Пит Белотт               | Once Upon a Time (1977)                           | 3:18         |
| 5.  | «Last Dance»                                                  | Пол Джабара                                             | Thank God It’s Friday (1978)                      | 3:19         |
| 6.  | «MacArthur Park»                                              | Джимми Уэбб                                             | Live and More (1978)                              | 3:54         |
| 7.  | «Heaven Knows»                                                | Донна Саммер, Джорджо Мородер, Пит Белотт               | On the Radio: Greatest Hits Volumes I & II (1979) | 3:39         |
| 8.  | «Hot Stuff»                                                   | Пит Белотт, Харольд Фальтермайер, Кит Форси             | Bad Girls (1979)                                  | 3:50         |
| 9.  | «Bad Girls»                                                   | Донна Саммер, Брюс Судано, Эдвард Хокнсон, Джо Эспозито | Bad Girls (1979)                                  | 3:57         |
| 10. | «Dim All the Lights»                                          | Донна Саммер                                            | Bad Girls (1979)                                  | 3:58         |
| 11. | «No More Tears (Enough Is Enough)» (дуэт с Барброй Стрейзанд) | Пол Джабара, Брюс Робертс                               | On the Radio: Greatest Hits Volumes I & II (1979) | 4:48         |
| 12. | «On the Radio»                                                | Донна Саммер, Джорджо Мородер                           | On the Radio: Greatest Hits Volumes I & II (1979) | 4:05         |
| 13. | «The Wanderer»                                                | Донна Саммер, Джорджо Мородер                           | The Wanderer (1980)                               | 3:46         |
| 14. | «Love Is in Control (Finger on the Trigger)»                  | Куинси Джонс, Род Темпертон, Мерриа Росс                | Donna Summer (1982)                               | 4:19         |
| 15. | «State of Independence»                                       | Джон Андерсон                                           | Donna Summer (1982)                               | 4:25         |
| 16. | «She Works Hard for the Money»                                | Донна Саммер, Майкл Омартиан                            | She Works Hard for the Money (1983)               | 4:10         |
| 17. | «This Time I Know It’s for Real»                              | Донна Саммер, Мэтт Эйткен, Пит Уотерман, Майк Сток      | Another Place and Time (1989)                     | 3:36         |
| 18. | «I Will Go with You (Con te partirò)»                         | Донна Саммер, Франческо Сартори, Лучо Кварантото        |                                                   | 4:08         |
| 19. | «That’s the Way»                                              | Джорджо Мородер, Кит Форси                              |                                                   | 3:45         |
| 20. | «Dream-A-Lot’s Theme (I Will Live for Love)»                  | Донна Саммер, Натан Диджизаре                           |                                                   | 4:54         |

| №  | Название                                                          | Автор(ы)                                           | Длительность |
| -- | ----------------------------------------------------------------- | -------------------------------------------------- | ------------ |
| 1. | «I Feel Love» (12" Version)                                       | Донна Саммер, Джорджо Мородер, Пит Белотт          | 8:15         |
| 2. | «Hot Stuff» (12" Version)                                         | Пит Белотт, Харольд Фальтермайер, Кит Форси        | 6:46         |
| 3. | «This Time I Know It’s for Real» (12" Version)                    | Донна Саммер, Мэтт Эйткен, Пит Уотерман, Майк Сток | 11:46        |
| 4. | «Dream-A-Lot’s Theme (I Will Live for Love)» (12" Extended Remix) | Донна Саммер, Натан Диджизаре                      | 9:16         |
| 5. | «You’re So Beautiful» (Ultimate Club Mix)                         | Донна Саммер, Натан Диджизаре                      | 10:50        |

## Чарты
| Чарт (2003-12)                         | Высшая позиция |
| -------------------------------------- | -------------- |
| Бельгия/Фландрия (Ultratop)            | 32             |
| Великобритания (UK Albums Chart)       | 6              |
| Италия (Classifica album)              | 42             |
| Нидерланды (Album Top 100)             | 57             |
| Новая Зеландия (RMNZ)                  | 39             |
| Норвегия (VG-lista)                    | 27             |
| США (Billboard 200)                    | 111            |
| США (Billboard Top Catalog Albums)     | 6              |
| США (Billboard Top R&B/Hip-Hop Albums) | 65             |
| Франция (SNEP)                         | 169            |
| Швейцария (Schweizer Hitparade)        | 68             |
| Шотландия (Scottish Albums Chart)      | 7              |

## Сертификации и продажи
| Регион | Сертификация | Продажи  |
| --- | ------------ | -------- |
| Великобритания (BPI) | Золотой      | 100 000^ |
| США (RIAA) | —            | 211 000  |
| * Данные о продажах приведены только на основе сертификации. ^ Данные о тиражах приведены только на основе сертификации. |              |          |